# خانه نورسی میلانی

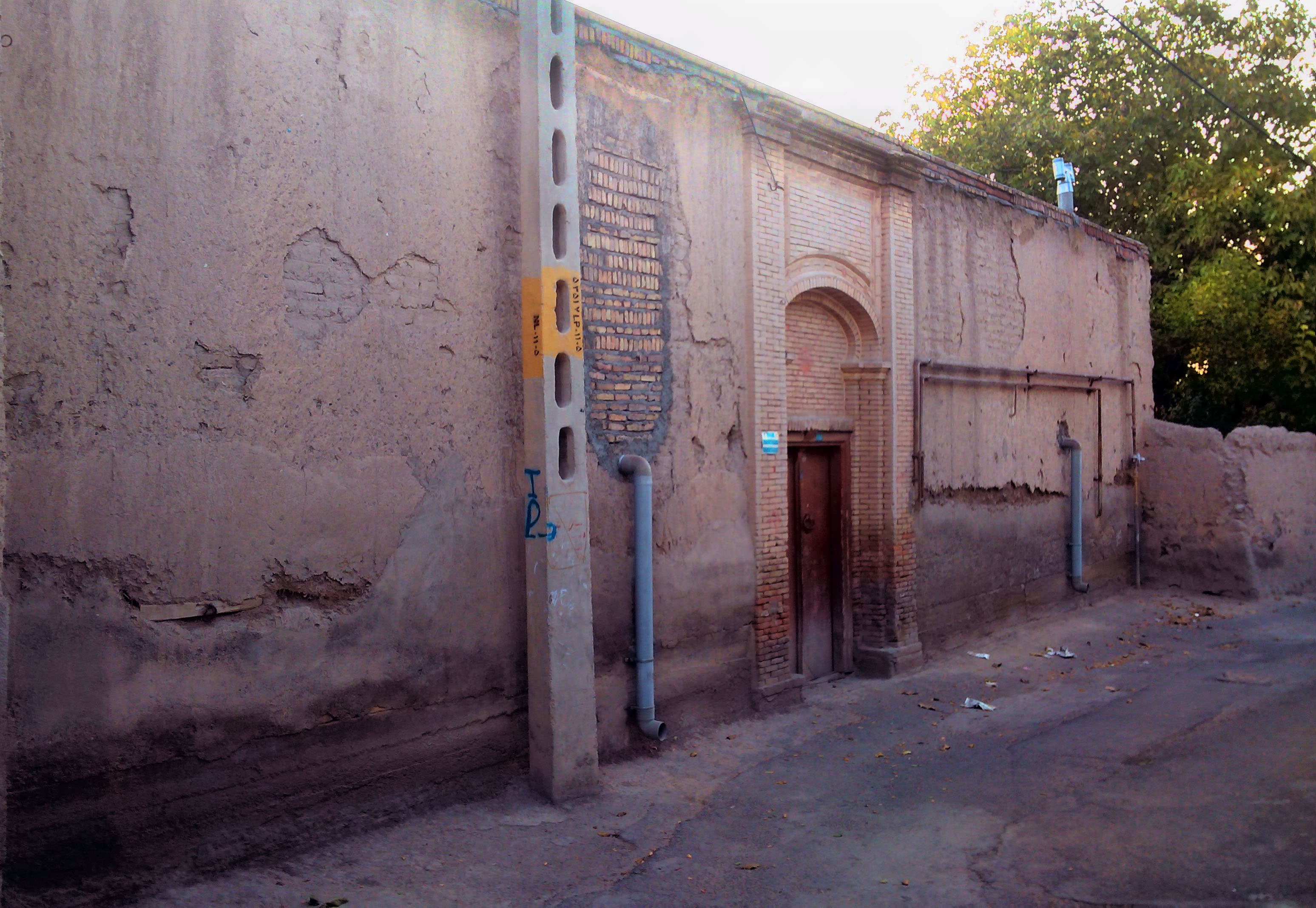
خانه نورسی میلانی

خانه آقای نورسی میلانی مربوط به دوره پهلوی اول است و در اسکو، روستای میلان، خیابان سهند، کوچه مشهد حبیب واقع شده و این اثر در تاریخ ۱۶ دی ۱۳۸۷ با شمارهٔ ثبت ۲۴۳۹۹ به‌عنوان یکی از آثار ملی ایران به ثبت رسیده است.